# Frise-Orientale
Cet article concerne l'ancien département hollandais. Pour la région historique, voir Frise orientale.
Entités précédentes :
- Principauté de Frise-Orientale
- Seigneurie de Jever
- Seigneurie de Varel
- Seigneurie de Kniphausen

Entités suivantes :
- Royaume de Hanovre

La Frise-Orientale (en néerlandais : Oost-Friesland ; en frison occidental : East-Fryslân) ou, en forme longue, le département de Frise-Orientale (en néerlandais : Departement Oost-Friesland ; en frison occidental : Departemint East-Fryslân) était un département du royaume de Hollande.

## Histoire
Par le second traité de Tilsit (9 juillet 1807), le roi de Prusse, Frédéric-Guillaume III, cède à l'empereur des Français, Napoléon Ier, ses possessions entre le Rhin et l'Elbe.
Par le traité de Fontainebleau (11 novembre 1807), Napoléon Ier cède à son frère, Louis, roi de Hollande, la principauté de Frise-Orientale et la seigneurie de Jever et médiatise les seigneuries de Kniphausen et de Varel, appartenant au comte de Bentinck.
Une loi du 30 janvier 1808 les incorpore au royaume de Hollande.
Le 11 mars 1808, le roi en prend possession.